# Дельфин (вилла)
Дельфин — особняк начала XX века в посёлке Симеиз в Крыму, расположенный по адресу ул. Владимира Луговского, 6 а, построенный для Н. К. Родевич. Памятник градостроительства и архитектуры регионального значения.

## Дача Дельфин
28 декабря 1913 года Нина Константиновна Родевич, супруга инженера-гидролога Вячеслава Михайловича Родевича, уже построившая к тому времени виллу Камея, приобрела у владельца Нового Симеиза И. С. Мальцова два расположенных рядом дачных участка № 13 и № 14 по ул. Думбадзе в восточной части посёлка, общей площадью 506 квадратных саженей (около 23 соток).

## Архитектура дачи
Склон, как и везде в Симеизе, имел крутой уклон к морю, поэтому при строительстве здания были приняты конструктивные решения, позволяющие уменьшить объём земляных работ: дачу построили разноэтажной, вписываясь в ландшафт. С приморской стороны был устроен высокий цоколь, укреплённый мощной стеной с контрфорсами, в этаж высотой (внутри разместили вспомогательные помещения; площадку на «крыше» цоколя оформили перголой. Само здание с южной стороны имеет три этажа, с северной, выше по склону — двухэтажное. В архитектурном решении дачи видны готические, венецианские и восточные мотивы. Вход, смещённый к востоку и оформленный резным порталом в восточном стиле, находился с северной стороны. Внутри здания проходят широкие коридоры с небольшими расширяющимися помещениями в восточной и западной оконечностях. Эти, своего рода крытые галереи, были оформлены каскадом килевидных и прямоугольных окон и небольшим металлическим балконом. По центру дачи с обеих сторон соорудили ризалиты (одновременно обеспечивающие устойчивость здания), в которых разместили по 6 номеров; в стороны от ризалитов находились ещё по два номера с балконами. Двери каждого номера также были обрамлены ризалитами. Все окна, кроме южной стороны крайних галерей третьего этажа, имели прямоугольную форму. Боковые же, собранные в блоки, сделаны килевидными, разделёнными тонкими колоннами, по типу венецианских. Балконы на северной стороне — открытые каменные, украшенные ромбовидным рисунком, с южной стороны балконы на ризалите выступающие за край стены отдельные, с металлической оградой, боковые — в стиле модерн. Своеобразно была выполнена крыша здания: на краях ризалита установили две башенки — с западной стороны готическую, с восточной — в восточном стиле, с широкими карнизами. Через башенки на крышу, где был устроен солярий, вели лестницы.
После землетрясения 1927 года, при котором дача практически не пострадала (обрушились карнизы восточной башенки на крыше), здание укрепили железобетонными поясами. В начале 1950-х годов были проведены работы по увеличению площади здравницы: с северной стороны балконы были углублены до уровня главного входа, укреплены колоннами и ограждены балюстрадой в сталинском стиле. С южной стороны балконы продлили на перголу, оперев её на мощные столбы. При реконструкции 1980-х годов крыша была переделана в двускатную и продлена на балконы, в номерах сделали современные удобства.

### Нина Константиновна Родевич
Нина Константиновна Родевич, в девичестве Старицкая, потомственная дворянка из древнего рода Старицких, ведущих историю от Андрея Ивановича, шестого сына Ивана III. Приходилась дочерью контр-адмиралу Константину Степановичу Старицкому. В 1911 году Нина Константиновна вышла замуж за Вячеслава Михайловича Родевича. Имея неплохие доходы и продав квартиру в Петербурге, семья вложила деньги в землю в Новом Симеизе, приобретя за два года 7 участков и построив два роскошных пансиона

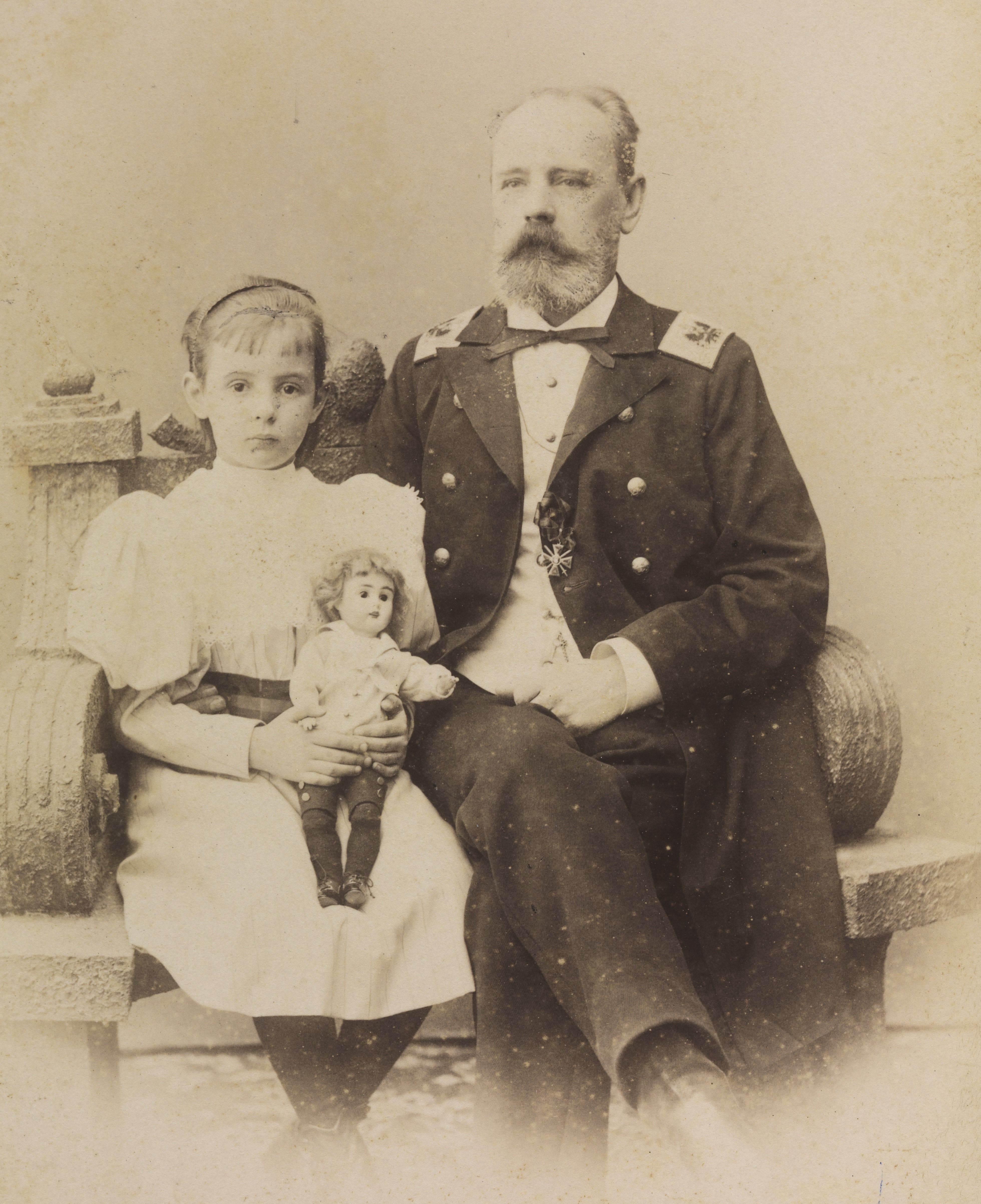
Нина Старицкая с отцом, ранее 1898 г.
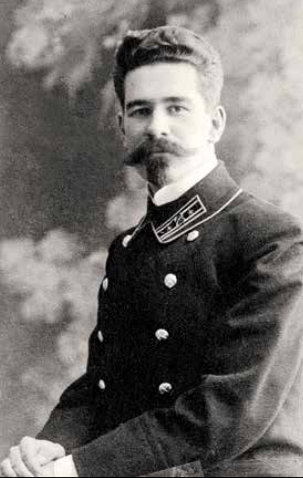
Вячеслав Родевич
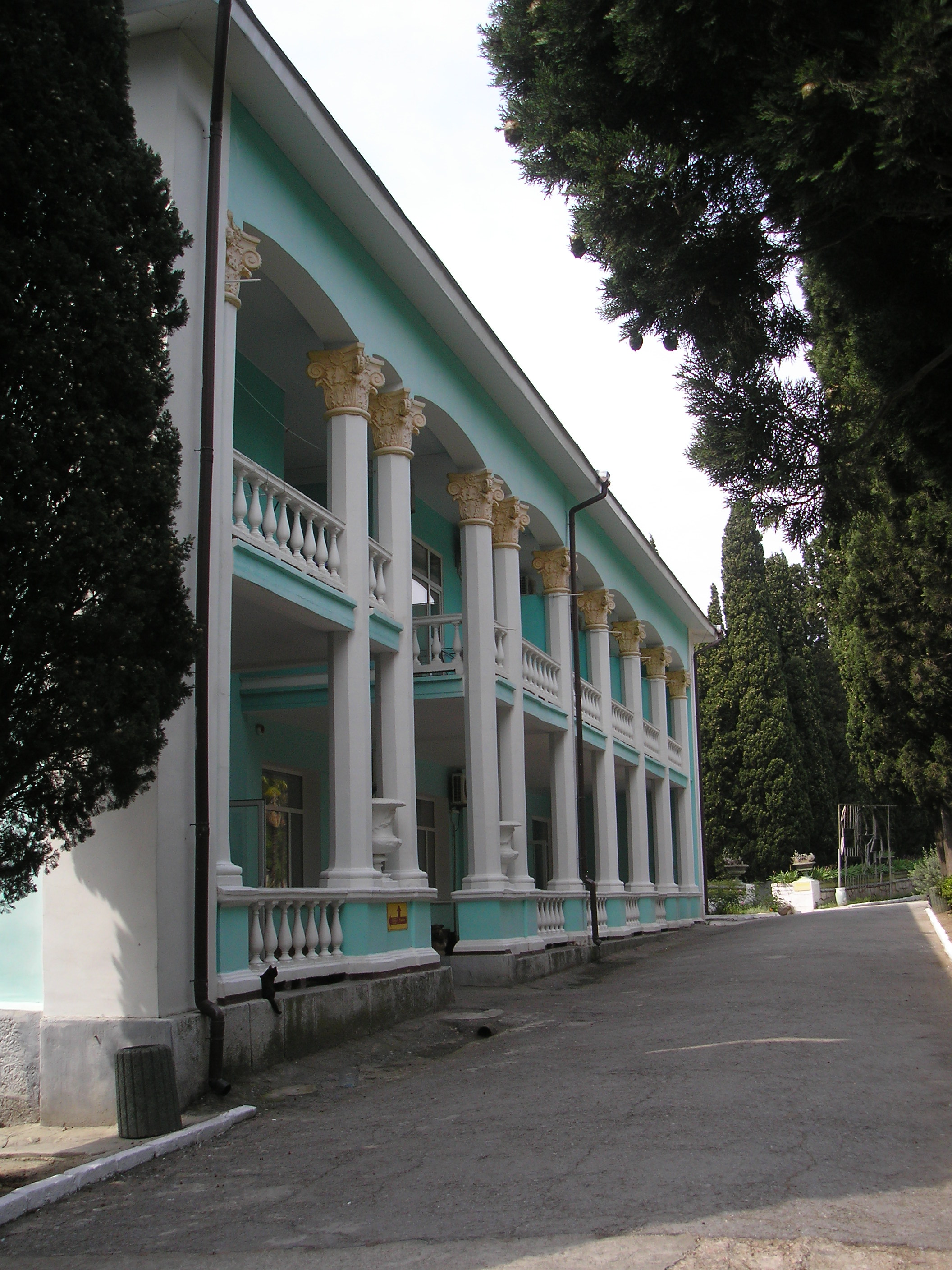
Современный вид.

## После революции
16 декабря 1920 года приказом председателя Революционного комитета Крыма были изъяты «из частного владения как разных ведомств, так и частных лиц все имения Южного берега Крыма в районе от Судака до Севастополя включительно» и передавались в ведение специально созданного Управления Южсовхоза. В 1921 году виллу Дельфин включили в список санаториев и домов отдыха, созданных на базе национализированных дач Нового Симеиза: был создан санаторий «Дельфин», который в 1935 году объединили с санаториями «Камея», «Миро-маре», бывшей дачей Завгородней в противотуберкулезный санаторий имени Семашко на 470 коек (на некоторых открытках 1930-х годов здание подписано, как санаторий им. Фрунзе). В послевоенное время считался корпусом № 4 «Дельфин» санатория им. Семашко.
Есть сведения, что на 2021 год корпус Дельфин, при стартовой цене 62900000 рублей, остался непроданным (аукцион признали несостоявшимся, так как на торги поступила лишь одна заявка). Официальный сайт санатория на декабрь 2022 года позиционирует корпус Дельфин, как работающий по профилю.